# The Producers (película de 2005)
The Producers (llamada Los productores en Argentina y España y Los productores, la película musical en México) es una comedia musical dirigida por Susan Stroman, basada en el musical homónimo de 2001 Los Productores. La parodia narra los intentos de dos productores teatrales para crear, deliberadamente, un show deficitario.

## Reparto
- Nathan Lane: Max Bialystock
- Matthew Broderick: Leopold Bloom
- Will Ferrell: Franz Liebkind
- Uma Thurman: Ulla
- Jon Lovitz: Mr. Marks
- David Huddleston: Juez
- John Barrowman: Lead Tenor Stormtrooper
- Gary Beach: Roger De Bris
- Roger Bart: Carmen Ghia
- Michael McKean: fideicomisario
- Eileen Essell: Hold Me-Touch Me
- Debra Monk: Lick Me-Bite Me
- Andrea Martin: Kiss Me-Feel Me